# Endymion (cratère)
Endymion est un cratère d'impact situé au nord-est de la face visible de la Lune. Il est situé à l'extrémité orientale de la Mare Frigoris et au nord du Lacus Temporis. Au nord, se trouvent les cratères De La Rue, Strabo et Thales et au sud-ouest le cratère Atlas. Le contour du cratère Endymion a une forme ovale. Au-delà du cratère s'étend la Mare Humboldtianum. L'intérieur du cratère a été inondé par de la lave. Plusieurs craterlets sont visibles sur le sol intérieur du cratère.
En 1935, l'union astronomique internationale a donné le nom de personnage mythologique, originaire de Grèce, Endymion, amant de Séléné, déesse de la Lune.

## Cratères satellites
Les cratères dit satellites sont de petits cratères craterlets situés à proximité du cratère principal, ils sont nommés du même nom mais accompagné d'une lettre majuscule complémentaire (même si la formation de ces cratères est indépendante de la formation du cratère principal). Par convention ces caractéristiques sont indiquées sur les cartes lunaires en plaçant la lettre sur le point le plus proche du cratère principal. Liste des cratères satellites de Endymion :
| Endymion | Latitude | Longitude | Diamètre |
| -------- | -------- | --------- | -------- |
| A        | 54.7° N  | 62.8° E   | 30 km    |
| B        | 59.8° N  | 67.2° E   | 59 km    |
| C        | 58.4° N  | 60.8° E   | 32 km    |
| D        | 52.4° N  | 62.4° E   | 20 km    |
| E        | 53.6° N  | 66.2° E   | 18 km    |
| F        | 56.9° N  | 65.1° E   | 12 km    |
| G        | 56.4° N  | 55.6° E   | 15 km    |
| H        | 51.1° N  | 56.3° E   | 14 km    |
| J        | 53.5° N  | 50.7° E   | 67 km    |
| K        | 51.3° N  | 52.3° E   | 7 km     |
| L        | 55.4° N  | 71.0° E   | 9 km     |
| M        | 52.7° N  | 70.9° E   | 9 km     |
| N        | 52.4° N  | 69.6° E   | 9 km     |
| W        | 52.7° N  | 69.2° E   | 10 km    |
| X        | 52.9° N  | 50.1° E   | 6 km     |
| Y        | 55.8° N  | 58.0° E   | 8 km     |